# Francesco Momo
Francesco Momo (Livorno, 1863 - Barcelona, 13 de marzo de 1893), fue un militante anarquista italiano, uno de los pioneros en organizar al movimiento anarquista en Argentina.
Nacido en Livorno (Italia) en 1863, emigró a Buenos Aires, Argentina, en diciembre de 1885. Se incorporó a grupo de Ettore Mattei, también natural de Livorno, de quien fue asiduo colaborador. Así, colaboró con el "Circolo Comunista Anarchico", originado en 1884, y los periódicos anarcocomunistas La Miseria e Il Socialista. Organo dei Lavoratori (1887). Junto a Mattei y Errico Malatesta crearon el 4 de agosto de 1887 la Sociedad Cosmopolita de Resistencia y Colocación de Obreros Panaderos, el primer sindicato de panaderos de la Argentina, y colaboró con la primera huelga del gremio, que terminó exitosamente. También colaboró en organizar al gremio de los zapateros. Francesco Momo tuvo una destacada militancia anarquista en la ciudad de Rosario (Argentina).
En abril de 1892 viajó a Barcelona, militando en el movimiento anarquista catalán; es recordado por introducir en la ciudad las bombas Orsini. Murió en Barcelona a causa del estallido accidental de una bomba que estaba preparando, el 13 de marzo de 1893. Dejó un remanente de explosivos, de los cuales dos fueron arrojados en el Liceo en ese mismo año.